# Fårbo säteri
Fårbo säteri ligger strax utanför samhället Fårbo i Misterhults socken och har spelat en stor betydelse för samhällets utveckling. Under 1500-talet låg här två kronogårdar som tidigast omnämns i en räkenskap för Tuna gård från omkring år 1500 och kallas då Fordabodha, senare (1546) Ffålebodha. Fahrebo kommer som nytt namn 1651 och från 1665 stavas det Fårebo. Namnets förled innehåller sannolikt det fornsvenska mansnamnet Fardhe.
Nuvarande Fårbo bestod på 1500-talet av flera hemman, nämligen gårdarna Fårebo, Bollnäs och Fornebo. Fornebo, som troligen revs på 1680-talet låg på västra sidan av Viråns utflöde i Fårbosjön. Detta Fornebo kan ha varit en forntida bebyggelse i Fårbo. Även Bollnäs var säkert ett tidigt byggt kronohemman.

## Historia

### Per Mikaelsson Hammarskjöld får Fårbo i förläning
Den 6 juli 1607 utfärdade kung Karl IX ett brev om förläning av Fårbo. Det var ståthållaren på Borgholms slott, Per Mikaelsson (ätten Hammarskjölds stamfader) som förlänades större delen av Misterhults socken. Han var född omkring 1560 och deltog i de flesta av Karl IX:s krig, samt adlades 1610 med namnet Hammarskjöld. Hans boende när han inte var ute i krig förlades mest till Virbo säteri, också det i Misterhults socken. Gårdarna som Hammarskjöld ägde sköttes av lantarbetare och frälsebönder som var utspridda på de olika gårdarna. 1646 dog Per på Tuna säteri i Tuna socken, och lämnade efter sig stora egendomar. 
Fyra år efter faderns död ärvde sonen Arvid Hammarskjöld Fårbo, Bollnäs och torpet Fornebo och en del andra gårdar. Fårbo var ju ett vanligt bondhemman, så 1653 ordnade Arvid så att det formellt omnämndes Fårebo Säteri. Gården blev ett adligt säteri och dess historia som självständigt bör räknas från 1650, dvs då major Arvid Hammarskjöld övertog gården. Arvid dog omkring 1678.

### Ekenberg
Hans äldsta dotter Christina Elisabet "fru Stina på Fårbo", gifte sig med kommendören Johan Ekenberg 1672. "Fru Stina" var ofta nämnd i kyrkoböckerna som fadder åt barn, och välvillig åt de nödställda i trakten. Kommendören övertog gården efter svärfaderns död. Strax efter övertagandet 1678 ödelades gården av en häftig brand, Men Ekenberg gav inte upp utan byggde upp säteriet igen, som stod färdigt 1685. Längden på den nya byggnaden var 30 alnar (18 m) och 15 alnar bred. Även en trädgård med fruktträd och bärbuskar anlades, dock med hjälp av en holländare. 1693 avled Johan Ekenberg under krigstjänst i Karlskrona. Alla hans barn var då omyndiga. 
Den bonde som då brukade Bollnäs, Olof Nilsson, fick i uppdrag att bruka Fårbo säteri. Efter honom brukade sedan kapten Mörner som var gift med Ekenbergs äldsta dotter Anna Christina gården till omkring 1705. 
Yngste sonen kapten Erik Johan Ekenberg övertog sedan gården efter att ha löst ut den från sina syskon. Han var gift med Sofia Rothlieb, som troligen startade Ficksjökrog. Under Eriks tid fortsatte uppbyggnaden av säteriet. Flyglar till huvudbyggnaden uppfördes, liksom flera torp som anlades. Omkring 1715 stod herrgården färdigbyggd nästan som den ser ut idag. Kapten Ekenberg dog 1741.

### Ehrenstrahl
Hans äldsta dotter, Anna Fredrika (gift med hovfanjunkare Carl Adam Ehrenstrahl), fick överta säteriet efter faderns död. Sorgligt nog skötte de inte godset särskilt väl utan lät det förfalla. Anna Fredrika dog endast 26 år gammal. Carl Adam gifte aldrig om sig, men även han möttes av en för tidig död, endast 40 år gammal 1752. Året därpå hölls arvskifte efter honom och tvillingarna Carl Fredrik och Emanuel Viktor blev ägare till Fårbo. Systern Margareta Sofia blev ägare till Bollnäs. Men ingen av dem var intresserad av jordbruk, och ingen bodde där. Sönerna studerade vid Lunds universitet. Under tiden var det olika bönder som alternerade som brukare på gårdarna Fårbo och Bollnäs. 
Emanuel Viktor Ehrenstrahl fick efter sin brors död överta dennes hälft i säteriet. Tidigare hade en Adam Persson köpt Bollnäs av Margareta Sofia, men i övertagandet av hela Fårbo köpte Emanuel Viktor Bollnäs av Adam Persson för 6270 daler. Han var nu ensam ägare till hela Fårbo. 
Men övertagandet kostade tydligen för mycket för Emanuel Viktor. Alla lån han varit tvungen att ta blev för betungande. Gården var då tvungen att pantsättas på 50 år till en handlare Hultman i Kalmar. Detta skedde i form av förpantningsbrev 1773. Makarna Ehrenstrahl fick lämna Fårbo året därpå. 
Under tiden som Hultman stod som huvudman för gården sköttes driften av godsfogden Alexander Edberg. Skötseln av gården var inte den bästa, utan gick på sparlåga.

### Ätten Nordenskjöld
Den 23 mars 1791 är en milstolpe i säteriets historia. Då köpte viceamiral Otto Henrik Nordenskjöld godset av Hultmans arvingar för 5000 riksdaler i Banco och 600 i Riksgäldsedlar.
Nordenskjöld härstammade ursprungligen från Tierp i Uppland, men amiralen själv var född i Finland. Fadern var Carl Fredrik Nordenberg, adlad Nordenskjöld. Modern hette Hedvig Märta Ramsay. 
Otto Henrik gifte sig 1789 med grevinnan Beate Jaquette Wrangel af Sauss, dotter till greve Johan Reinhold Wrangel af Sauss och grevinnan Charlotta Wachtmeister af Björkö. 
Beate var så högättad att hon förutom de välkända fältmarskalkarna Rutger von Ascheberg och Magnus Stenbock samt flera medlemmar ur släkterna De la Gardie och Brahe också räknade kungarna Johan III, Erik XIV, Gustav Vasa och Karl Knutsson (Bonde) bland sina förfäder. 
Otto Henrik hade krigserfarenheter från de brittiska och franska flottornas strider utanför Senegal och i Amerika och var i sjötåget mot de ryska styrkorna i kriget mot Ryssland 1788-1790 först flaggkapten under hertig Karl (sedermera Karl XIII), som var kung Gustav III:s bror. 
Hertig Karl hade utnämnts till storamiral redan i vaggan, men hade ingen som helst sjöutbildning, vilket han var plågsamt medveten om. Kungen var nu ivrig och ville ha ett avgörande och gav hertig Karl order om att söka upp ryssarna till sjöss. De möttes en varm och soldisig sommardag 17 juli 1788 vid Kalbådagrund nära Hogland, som slaget av någon anledning blivit uppkallat efter. Otto Henriks dilemma var att alla order under drabbningen måste komma från hertig Karl, eftersom det var han som formellt var chef för flottan, men det var Nordenskjöld som ledde striderna. Slaget blev taktiskt oavgjort men firades som en stor svensk seger. Alla svenska officerare som varit med om slaget befordrades en grad, utom Nordenskjöld som steg två grader och nu blev konteramiral. 
Att det sjökrigshistoriska "Viborgska gatloppet" 1790 lyckades var Nordenskjölds förtjänst. 
Men åter till Fårbo säteri. Egendomen hade under en lång tid varit eftersatt så det fanns mycket att göra. Reparationer, nyodlingar, utdikningar, nybyggnationer mm. I ett brev som finns bevarat skriver amiralen om Fårbo: "Läget är rätt vackert med fisksjö framföre. Hus: medelmåttig byggnad efter ortens sed av trä. Vacker trädgård, och utsökt goda fruktträd, mest utländske. Stor skog, ägorna kunna mycket uppodlas och förbättras. Postgång till Calmar varje vecka. Antalet kreatur 60. Ladugården har givit årligen 50 lispund (anm. 1 lispund=8,5kg) smör och hundra daler silvermynt för mjölken. Skogen ger 150-200 tolfter plank och 50 tunnor tjära. Trädgården har varit utarrenderad för 27 riksdaler om året."
Det första som gjordes var att ta sig an säteribyggnaden som var i stort behov av reparationer. Kakelugnar byggdes och byggnaden isolerades. Vidare uppfördes brygghus och torkhus för lin. Nytt stall, ny loge, hönshus och vagnshus ordnades. En ny ladugårdsbrunn grävdes, 17 meter djup. Gärden inhägnades och fick nya portar. Nya lador uppfördes i odlingarna och aspalléer planterades. 3200 lass kärrjord påkördes jordarna. Amiral Nordenskjöld var en mycket driftig person på sin tid. En stor del av verksamheten var torparna. När amiralen tillträdde fanns det 9 torp, och under sin levnad lät han uppföra 12 st nya torp. De allra flesta var s.k. skogstorpare.

### Släkterna sammanlänkas
1832 i april gick amiralen ur tiden och sedan dess har ättlingar i rakt nedstigande led fått säteriet på sin lott. Efter amiralen var det näst äldste sonen major Carl Adam Nordenskjöld (gift med Johanna Amalia Stålhammar). När Carl Adam dog i september 1880 tog hans äldste son överste Jon Otto Henrik Nordenskjöld över. 
Henrik Nordenskjöld var gift med sin kusin Vendela Charlotta Vilhelmina Nordenskjöld, vars far var en farbror till Henrik, nämligen kaptenen vid Kalmar reg:te Anton Mauritz Nordenskjöld på Bjädesjö säteri i Myresjö socken. Han var gift med Teofilia Vilhelmina Hammarskjöld vars farfars farfars far var ovanstående major Arvid Hammarskjöld. Så i och med Henriks giftermål sammanlänkades släkterna Nordenskjöld-Hammarskjöld och en Hammarskjöld bodde åter på säteriet.
Vid Jon Otto Henriks död 1891 gick gården till sonen Harry, som också han gifte sig med en kusin - Edla Ottonie f. Nordenskjöld på Virbo (dotter till kommendörkaptenen Otto Reinhold Nordenskjöld och Edla Vendela Löwenborg). Otto Reinhold var alltså bror till ovanstående Vendela Charlotta Vilhelmina och son till Anton Mauritz och Teofilia Vilhelmina. Edla Wendela i sin tur var syster till Teofilia Vilhelmina, och stammade också från ätten Hammarskjöld. 
Fårbo Säteri har sedan det köptes av Otto Henrik gått i arv i familjen Nordenskjöld fram till 2018. Senaste ägare var  friherre Fredrik Nordenskjöld som avled 2015. Carina Nordenskjöld, hans änka beslutade att sälja säteriet, vilket gjordes våren 2018.

### Fotnoter
1. ↑  Det medeltida Sverige volym 4:4 sid 215
2. ↑  Svenskt ortnamnslexikon (SOFI 2003)